# دتش هاريسون
دتش هاريسون (بالإنجليزية: E. J. Harrison)‏ هو لاعب غولف أمريكي، ولد في 29 مارس 1910 في كونوي في الولايات المتحدة، وتوفي في 19 يونيو 1982 في سانت لويس في الولايات المتحدة.